# ERS 16
ERS 16 (ang. Environmental Research Satellites 16) – amerykański wojskowy satelita technologiczny. Stanowił część programu ERS. Zadaniem należącego do US Air Force satelity miało być testowanie nowych metod spawania metali. Wraz z satelitą SECOR 6, stanowił ładunek dodatkowy misji MIDAS 10. W wyniku awarii rakiety nośnej satelita nie osiągnął planowanej orbity. Satelita znany był także jako ORS 2 (ang. Octahedral  Research Satellite 2).

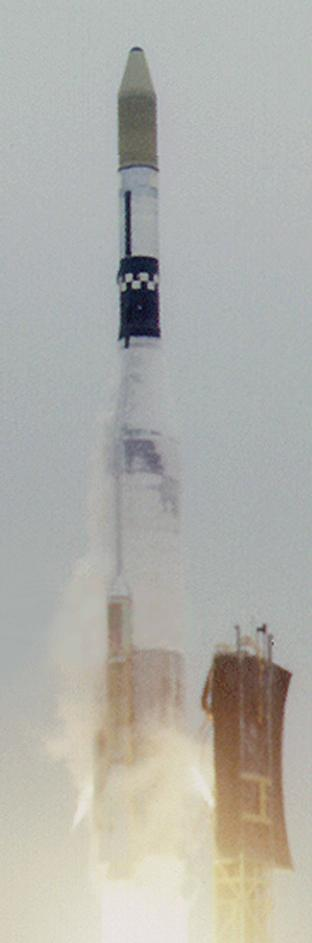
Start rakiety Atlas Agena D, gdzie ładunkiem dodatkowym był satelita ERS 16.

## Budowa i działanie
Celem programu ERS było opracowanie technologii, które miały być wykorzystane przy budowie nowych generacji satelitów. Misje programu koncentrowały się głównie na badaniu warunków panujących w przestrzeni kosmicznej, a także wykorzystaniu nowych materiałów i metod produkcyjnych do budowy satelitów. Satelity tego programu planowane były zazwyczaj jako ładunek dodatkowy do misji większych satelitów. ERS 16 miał badać metody łączenia metali, za pomocą spawania w niższych niż standardowo temperaturach .
Satelita miał kształt ośmiościanu, na którego bokach o długości 23 cm zamontowano służące do wytwarzania energii elektrycznej ogniwa słoneczne.

## Misja
Misja rozpoczęła się 9 czerwca 1966 roku, kiedy rakieta Atlas Agena D wyniosła z kosmodromu Vandenberg na niską orbitę okołoziemską trzy satelity wśród których był ERS 16 . Po znalezieniu się na orbicie ERS 16 otrzymał oznaczenie COSPAR 1966-051C . Nie doszło do drugiego odpalenia silnika członu Agena, w związku z tym satelita zamiast wejść na orbitę kołową, pozostał na tymczasowej wydłużonej eliptycznej orbicie parkingowej. Następnie człon Agena podczas prób stabilizacji, wykorzystał cały zapas paliwa rakietowego. Z powodu przebywania na niewłaściwej orbicie i braku możliwości stabilizacji na orbicie misję satelity uznano za nieudaną. Jedyne badania naukowe związane z satelitą polegały na obserwacji jego interakcji z górnymi warstwami atmosfery.
Satelita spłonął w atmosferze 12 marca 1967 roku .